# Glen Mervyn
Glen Alexander Mervyn (Vancouver, 17 de febrero de 1937-Kelowna, 18 de marzo de 2000) fue un deportista canadiense que compitió en remo. Participó en los Juegos Olímpicos de Roma 1960, obteniendo una medalla de plata en la prueba de ocho con timonel.

## Palmarés internacional
| Juegos Olímpicos | Juegos Olímpicos | Juegos Olímpicos | Juegos Olímpicos |
| Año              | Lugar            | Medalla          | Prueba           |
| ---------------- | ---------------- | ---------------- | ---------------- |
| 1960             | Roma (Italia)    | Medalla de plata | Ocho con timonel |